# 彦根市民の歌
「彦根市民の歌」（ひこねしみんのうた）は、日本の滋賀県彦根市が制定した市民歌である。作詞・奥山平吉、作曲・川澄健一。

## 解説
彦根市では1937年（昭和12年）の市制施行を記念して同年4月に「彦根市歌」（作詞：稲葉小三郎、作曲：多田操）を制定しており、昭和13年版の市勢要覧に歌詞と楽譜が掲載されていた。しかし、この初代市歌は戦前・戦中に制定された自治体歌の多くの例に漏れず、終戦を境に演奏実態が無くなったとみられる。
そのため、1957年（昭和32年）に市制20周年を記念して新たに「彦根市民の歌」が制定されることになり、歌詞の懸賞募集を行った。応募総数は193篇にのぼり、三重県度会郡滝原町（現在の大紀町）からの応募で当時71歳だった奥山平吉の応募作が入選採用となった。また、3篇が佳作に選定され、翌1958年（昭和33年）に「大津市民の歌」で入選した塩見淳一の応募作が含まれている。作曲は地元出身で、当時は帝塚山学院の教諭であった川澄健一へ依頼された。歌詞と楽譜は『彦根市史』下冊618ページに収められている。
制定から30年後の1987年（昭和62年）には市制50周年記念事業としてレコードとカセットテープが作成されている。2010年（平成22年）には改めて7種類のアレンジを収録したCDが作成され、市内の自治会等へ配布された。彦根市役所では市民歌の演奏機会について「市で開催する式典で歌われる。また、市役所庁舎でお昼休みに使用している」とする。